# Song of Joy
Song of Joy är en kör som bildades år 2002. Den består av cirka 60 sångare och 8 musiker. Körmedlemmarna kommer huvudsakligen från norra Dalsland, medan flera av musikerna är tillfälliga hemvändare som bor runtom i Sverige, men kommer hem för att spela tillsammans. Dirigent är Birgitta Stenbratt. Michael Ottosson är pianist och kapellmästare. Tack vare honom får kören många specialskrivna arrangemang på musik som inte finns att tillgå i körsättning. Kören har några fasta konserttillfällen under året som exempelvis - vårkonserter i början av maj, sommarkonserter med allsångskväll på Baldersnäs och lucia- och julkonserter.

## Diskografi
- Raise your voices (2008)
- Spirit of the season (2009)